# 阿尔西藏阿旺
阿尔西藏阿旺（法語：Arcizans-Avant）是法国上比利牛斯省的一个市镇，属于阿尔热莱加佐斯区（Argelès-Gazost）阿尔热莱加佐斯县（Argelès-Gazost）。该市镇总面积15.04平方公里，2009年时的人口为360人。

## 人口
阿尔西藏阿旺人口变化图示